# Krak (album)
Krak – pierwszy album rapera Bosskiego Romana tworzony we współpracy z małopolskim producentem Pierem. Został wydany 17 stycznia 2007 jako nielegal. Na płycie gościnnie wystąpili: Popek, Kali, Tadek, Sokół, Jędker, Papaj oraz Premo. Podkład muzyczny we wszystkich utworach wyprodukowali: Piero oraz Bosski (nie licząc jednego, w którym muzykę stworzył Jędker).

## Lista utworów[1]
1. Intro (produkcja: Piero) (Wokale: Bosski)
2. Umysł biedaka/bogacza (produkcja: Bosski) (Wokale: Bosski)
3. Krak (produkcja: Piero) (Wokale: Piero, Bosski)
4. Tego nie było (produkcja: Piero) (Wokale: Piero, Bosski, Premo)
5. Nabrudzileś? (produkcja: Piero) (Wokale: Bosski)
6. JP (produkcja: Piero) (Wokale: Bosski, Kali)
7. Zważ (produkcja: Piero) (Wokale: Popek, Bosski, Kali)
8. Na 100% (produkcja: Piero) (Wokale: Bosski, Sokół, Tadek)
9. Mocne uderzenie (produkcja: Piero) (Wokale: Bosski, Papaj)
10. Czemu to robisz (produkcja: Jędker) (Wokale: Bosski, Jędker)
11. Kto twym Bogiem? (produkcja: Piero) (Wokale: Bosski, Sokół)
12. Unc 1 (produkcja: Bosski) (Wokale: Bosski)
13. Unc 2 (produkcja: Piero) (Wokale: Bosski)
14. Krak remix (produkcja: Piero) (Wokale: Piero, Bosski)
15. Outro (produkcja: Piero) (Wokale: Bosski)